# Winter-Kelchpilz
Der Winter-Kelchpilz (Urnula hiemalis) ist eine seltene Pilzart aus der Familie der Gallertkugelverwandten (Sarcosomataceae).

## Merkmale

### Makroskopische Merkmale
Der Winter-Kelchpilz bildet schalenförmige bis trichterförmige Fruchtkörper von 2 bis 6 cm Breite. Es ist meist ungestielt oder besitzt einen kurzen, wurzelartigem Stiel. Die feinfilzige Außenseite ist braun bis schwarzbraun gefärbt, das Hymenium schwarz und samtig. Das Fleisch ist 1 mm dick und weiß.

### Mikroskopische Merkmale
Die sehr langen, 8-sporigen Schläuche sind zylindrisch, am Grund verschmälert und werden (507–)549(–586) Mikrometer lang und (11–)12(–13) μm breit. Die elliptischen, farblosen und glattwandigen Sporen sind 20–30 × 10–15 µm groß. Sie reifen nur sehr langsam oder kommen gar nicht zur Reife. Die ebenfalls farblosen Paraphysen sind fadenförmig, an der Spitze keulenförmig und verzweigt. Sie sind mit einem dunklen Inhalt gefüllt.

## Artabgrenzung
Der ähnliche und etwas häufigere Schwarze Kelchpilz (Urnula craterium) besitzt einen deutlichen Stiel und hat größere Sporen. Seine Fruchtkörper entwickeln sich rasch und sporulieren auch dementsprechend.

## Ökologie
Der Winter-Kelchpilz wächst auf Weiden und auch am Erdboden im Laubwald. Über seine Ökologie ist bisher wenig bekannt. Andere Vertreter der Gattung wachsen sowohl saprobiontisch als auch parasitisch. Der Winter-Kelchpilz wächst in milden Wintern und Frühjahr oft direkt nach der Schneeschmelze. Reichlich Schnee scheint das Wachstum zu begünstigen.

## Verbreitung und Gefährdung
Der Winter-Kelchpilz scheint eine arktische Verbreitung zu haben. Er wurde bisher vor allem aus Skandinavien beschrieben und ist in Mitteleuropa sehr selten. Aus Estland wurde erst 2011 ein Erstnachweis erbracht. Er wurde aber auch aus Alaska beschrieben. Der Winter-Kelchpilz ist nur ungenügend erforscht, wurde aber in Norwegen und Finnland als ungefährdet eingestuft. Eine Aufnahme in die Europäische Rote Liste wurde vorgeschlagen.

## Systematik
Der Winter-Kelchpilz wurde 1949 von John Axel Nannfeldt erstbeschrieben. Er gilt als Schwesterart des Schwarzen Kelchpilzes (Urnula craterium).